# 漢諾威鎮區 (阿勒馬基縣)
汉诺威鎮區（Hanover Township），美国艾奥瓦州阿勒马基县的一个鎮區，总面积93.14平方公里，总人口193（2010年美国人口普查）。该鎮區无建制居民点。